# مسجد خداداد (بندرلنگه)
 مسجد خداداد  اولین مسجد از مساجد برادران اهل تشیع در بندرلنگه، و یکی از نقاط دیدنی استان هرمزگان در جنوب ایران است.
 مسجد خداداد  یکی از مساجد زیبا و تاریخی شهرستان بندر لنگه می‌باشد.
این مسجد در محلهٔ بازارمساح بندرلنگه قرار دارد، از نظر زیبایی یکی از کاملترین مساجد بندرلنگه به‌شمار می‌رود. محراب مسجد حاجی خداداد، دارای تزیینات گچبری ارزنده‌ای است و قدمت آن به دوره زندیه می‌رسد.
از دیگر مساجد وبناهای با ارزش و تاریخی بندرلنگه می‌توان به مسجد شیخی
، مسجد غیاث، مسجد سلطان العلماء،
خانه فکری و بنگلهٔ بستکی اشاره کرد.